# Manar Maged
Manar Maged, född 30 mars 2004, död 26 mars 2006, var en egyptisk flicka som led av det mycket sällsynta tillståndet craniopagus parasiticus, som innebär att den drabbade är sammanväxt i huvudet med en kroppsligt ej fullt utvecklad siamesisk tvilling. Det rör sig alltså egentligen om två individer, där den svagare parten är helt beroende av sin tvilling.
I fallet med Manar kunde den svagare tvillingen både le, blinka, gråta och suga, vilket är tydliga tecken på ett eget medvetande. Tvillingsysterns kropp var däremot i det närmaste obefintlig och saknade både hjärta och lungor. Istället försörjdes den svagare tvillingen med syre och näringsämnen från Manars kropp. Denna belastning visade sig mycket besvärlig för Manar, som drabbades av hjärtproblem. Därför tvingades man 19 februari 2005 avlägsna Manars svagare tvillingsyster genom en operation, vilken innebar att man offrade den senare för att försöka rädda Manars liv. Operationen genomfördes i Benha, Egypten och var den första lyckade operationen i sitt slag. Den döda tvillingsystern hade döpts till (pojknamnet) Islaam och lät begravas av familjen. Den 28 maj 2005 kunde Manar skrivas ut från sjukhuset.
Manar och hennes mamma var senare 2005 med i Oprah Winfreys talkshow i USA tillsammans med de läkare som utfört operationen. Dessutom har Manars historia gett upphov till dokumentärfilmen Född med två huvuden (Born with Two Heads) som bland annat visats på TV4 Fakta. 26 mars 2006, 13 månader efter den lyckade operationen, avled Manar till följd av en svår infektion i hjärnan. Kvar i livet är Manars andra tvillingsyster Noora, som är fullt frisk. Det var alltså egentligen frågan om ett trillingpar med Noora, Manar och Islaam.
Det finns ytterligare ett liknande fall som är känt. I december 2003 föddes den dominikanska flickan Rebeca Martínez som också hon led av craniopagus parasiticus. Rebeca genomgick en liknande operation som Manar, men förblödde kort efter operationen.